# Eccellenza Marche 2010-2011
Il campionato italiano di calcio di Eccellenza regionale 2010-2011 è stato il ventesimo organizzato in Italia. Rappresenta il sesto livello del calcio italiano.
Questo è il girone organizzato dal Comitato Regionale Marche.

## Squadre partecipanti
| Club                              | Città                                     |
| --------------------------------- | ----------------------------------------- |
| U.S. Ancona 1905                  | Ancona (AN)                               |
| A.S.D. F.C. Atletico Piceno       | Castel di Lama (AP)                       |
| Pol. Belvedere A.S.D.             | Belvedere Ostrense (AN)                   |
| A.S.D. Biagio Nazzaro Chiaravalle | Chiaravalle (AN)                          |
| S.S.D. Centobuchi Calcio          | Centobuchi di Monteprandone (AP)          |
| A.S.D. Cingolana Calcio 1963      | Cingoli (MC)                              |
| S.S.D. Corridonia Calcio          | Corridonia (MC)                           |
| A.S.D. Elpidiense Cascinare       | Sant'Elpidio a Mare (FM)                  |
| A.S.D. Fortitudo Fabriano         | Fabriano (AN)                             |
| U.S. Fermana                      | Fermo (FM)                                |
| Fulgor Maceratese 1922 S.r.l.     | Macerata (MC)                             |
| A.S.D. Grottammare Calcio 1899    | Grottammare (AP)                          |
| A.S.D. Montegranaro Calcio 1965   | Montegranaro (FM)                         |
| A.S.D. Real Metauro               | Cartoceto (PU)                            |
| S.S. Real Montecchio A.S.D.       | Montecchio di Sant'Angelo in Lizzola (PU) |
| A.C. Sangiustese                  | Monte San Giusto (MC)                     |
| U.S. Tolentino 1919               | Tolentino (MC)                            |
| Urbania Calcio 1920               | Urbania (PU)                              |
| Urbino Calcio                     | Urbino (PU)                               |
| A.S.D. Vis Pesaro 1898            | Pesaro (PU)                               |

## Aggiornamenti
Inizialmente l'idea era quella di ridurre l'organico a 18 formazioni partecipanti. Dalla Serie D erano retrocesse Centobuchi, Elpidiense Cascinare e Real Montecchio mentre dalla Promozione erano salite le debuttanti Atletico Piceno e Corridonia e la Belvederese, di ritorno per la prima volta dal 2001-02. La mancata iscrizione in Lega Pro Seconda Divisione della Sangiustese, iscrittasi in Eccellenza unito all'elevato numero di retrocessioni dalla Serie D sconvolse i piani del comitato regionale. L'organico dunque veniva nuovamente composto da 20 squadre. Inoltre in estate il Piano San Lazzaro cambiò nome in Ancona, nell’intenzione di porsi in continuità con il sodalizio che non era riuscito a iscriversi alla Serie B.
La stessa Ancona vinse la Coppa Italia Dilettanti ottenendo la promozione in Serie D. La formazione dorica però non si accontentò e trionfò anche in campionato beffando clamorosamente la Fermana all'ultimo minuto di campionato, ottenendo il pareggio nello scontro diretto quando la festa canarina era ormai pronta. Ai playoff la Fermana venne inoltre beffata dalla Vis Pesaro, staccata di 23 punti durante la stagione regolare. I biancorossi beffarono anche il Tolentino, terza forza del torneo e a lungo in battaglia con Ancona e Fermana, e vinsero gli spareggi nazionali ottenendo la promozione in Serie D.
Il buon rendimento delle marchigiane in Serie D consentì al comitato regionale di far retrocedere solamente quattro squadre per questa stagione: l'Urbino vinse solamente la prima partita e in estate si iscrisse in Prima Categoria, travolto dalla crisi economica. La Sangiustese lottò nella prima parte di stagione prima di mollare e subire una fine ben peggiore di quella feltra: la squadra non venne iscritta ad alcun torneo. Il Centobuchi giunse alla seconda retrocessione consecutiva perdendo ai playout contro la Belvederese mentre rischiò grosso la Maceratese: i biancorossi si salvarono solamente grazie al successo esterno sul campo del Real Metauro.

## Classifica finale
|  | Pos. | Squadra              | Pt | G  | V  | N  | P  | GF | GS | DR  |
|  | ---- | -------------------- | -- | -- | -- | -- | -- | -- | -- | --- |
|  | 1.   | Ancona               | 87 | 38 | 26 | 9  | 3  | 68 | 19 | +49 |
|  | 2.   | Fermana              | 86 | 38 | 26 | 8  | 4  | 54 | 23 | +31 |
|  | 3.   | Tolentino            | 76 | 38 | 21 | 13 | 4  | 64 | 34 | +30 |
|  | 4.   | Elpidiense Cascinare | 69 | 38 | 21 | 7  | 10 | 53 | 37 | +16 |
|  | 5.   | Vis Pesaro           | 63 | 38 | 16 | 15 | 7  | 52 | 41 | +11 |
|  | 6.   | Corridonia           | 57 | 38 | 16 | 9  | 13 | 45 |    | +50 |
|  | 7.   | Real Montecchio      | 56 | 38 | 14 | 14 | 10 | 43 | 42 | +1  |
|  | 8.   | Montegranaro         | 48 | 38 | 12 | 12 | 14 | 45 | 43 | +2  |
|  | 9.   | Grottammare          | 48 | 38 | 12 | 12 | 14 | 41 | 40 | +1  |
|  | 10.  | Fortitudo Fabriano   | 48 | 38 | 11 | 15 | 12 | 41 | 45 | -4  |
|  | 11.  | Atletico Piceno      | 48 | 38 | 11 | 15 | 12 | 40 | 45 | -5  |
|  | 12.  | Biagio Nazzaro       | 47 | 38 | 11 | 14 | 13 | 29 | 30 | -1  |
|  | 13.  | Cingolana            | 47 | 38 | 11 | 14 | 13 | 43 | 48 | -5  |
|  | 14.  | Urbania              | 47 | 38 | 11 | 14 | 13 | 42 | 47 | -5  |
|  | 15.  | Pol. Belvedere       | 46 | 38 | 10 | 16 | 12 | 48 | 47 | +1  |
|  | 16.  | Real Metauro         | 45 | 38 | 11 | 12 | 15 | 44 | 44 | 0   |
|  | 17.  | Fulgor Maceratese    | 41 | 38 | 10 | 11 | 17 | 39 | 47 | -8  |
|  | 18.  | Centobuchi           | 34 | 38 | 10 | 5  | 23 | 35 | 55 | -20 |
|  | 19.  | Sangiustese          | 21 | 38 | 4  | 10 | 24 | 26 | 69 | -43 |
|  | 20.  | Urbino               | 8  | 38 | 1  | 5  | 32 | 14 | 73 | -59 |

## Risultati

### Tabellone
|                      | ANC | ATL | BEL | BIA | CEN | CIN | COR | ELP | FER | FOR | FUL | GRO | MON | REA | REA | SAN | TOL | URB | URB | VIS |
| Ancona               |     | 1-1 | 1-0 | 0-0 | 3-1 | 3-0 | 1-0 | 1-1 | 1-1 | 3-0 | 3-1 | 1-0 | 2-0 | 1-0 | 4-0 | 2-0 | 1-1 | 3-1 | 3-0 | 4-0 |
| Atletico Piceno      | 0-2 |     | 0-0 | 1-0 | 1-0 | 0-2 | 1-2 | 1-2 | 1-0 | 2-2 | 1-2 | 1-0 | 1-1 | 0-0 | 1-1 | 2-1 | 0-2 | 2-1 | 2-0 | 2-2 |
| Belvedere            | 0-2 | 1-1 |     | 0-0 | 3-0 | 2-0 | 1-1 | 1-1 | 2-4 | 2-1 | 1-1 | 0-0 | 1-0 | 0-1 | 1-1 | 3-0 | 2-2 | 1-1 | 2-0 | 1-1 |
| Biagio Nazzaro       | 2-1 | 1-1 | 2-0 |     | 1-0 | 0-0 | 0-0 | 0-0 | 0-1 | 0-0 | 3-0 | 2-2 | 2-0 | 0-3 | 1-2 | 0-1 | 0-0 | 0-0 | 1-0 | 0-0 |
| Centobuchi           | 0-1 | 1-1 | 0-1 | 3-1 |     | 3-2 | 0-1 | 1-0 | 0-1 | 0-1 | 1-0 | 2-1 | 1-2 | 2-1 | 2-1 | 3-0 | 1-4 | 1-1 | 2-0 | 0-2 |
| Cingolana            | 0-1 | 0-2 | 5-2 | 2-1 | 3-2 |     | 2-2 | 0-2 | 1-1 | 2-3 | 0-0 | 1-1 | 3-1 | 0-1 | 1-1 | 0-0 | 1-1 | 1-1 | 1-0 | 0-0 |
| Corridonia           | 0-2 | 0-1 | 1-3 | 2-1 | 1-0 | 0-2 |     | 1-1 | 0-1 | 0-0 | 1-0 | 2-1 | 1-2 | 2-0 | 3-0 | 1-0 | 4-3 | 2-2 | 4-2 | 2-3 |
| Elpidiense Cascinare | 1-0 | 0-1 | 2-1 | 1-1 | 2-0 | 1-3 | 0-2 |     | 3-4 | 2-0 | 2-0 | 0-0 | 1-0 | 2-1 | 1-0 | 2-1 | 0-2 | 3-2 | 2-0 | 2-0 |
| Fermana              | 2-2 | 2-0 | 5-1 | 1-0 | 1-0 | 3-0 | 3-1 | 2-1 |     | 1-1 | 2-1 | 2-0 | 1-0 | 5-4 | 3-2 | 1-0 | 0-2 | 1-0 | 2-0 | 1-0 |
| Fortitudo            | 1-2 | 2-2 | 0-0 | 1-2 | 0-0 | 0-1 | 1-4 | 1-0 | 0-1 |     | 2-1 | 0-0 | 0-2 | 1-1 | 0-0 | 5-2 | 1-1 | 1-0 | 2-0 | 4-1 |
| Fulgor Maceratese    | 1-3 | 1-4 | 1-1 | 1-1 | 1-0 | 0-0 | 1-1 | 1-2 | 0-0 | 2-3 |     | 2-0 | 2-0 | 1-1 | 0-0 | 0-0 | 1-2 | 2-1 | 3-0 | 2-0 |
| Grottammare          | 2-3 | 1-1 | 2-1 | 2-1 | 1-1 | 2-0 | 1-1 | 1-2 | 2-0 | 1-2 | 2-1 |     | 2-2 | 0-0 | 0-1 | 2-0 | 2-1 | 2-0 | 1-0 | 0-1 |
| Montegranaro         | 1-1 | 1-0 | 1-2 | 0-1 | 3-0 | 2-1 | 0-1 | 1-2 | 0-2 | 0-2 | 2-2 | 0-0 |     | 2-0 | 1-1 | 3-2 | 2-2 | 1-0 | 4-0 | 0-0 |
| Real Metauro         | 0-1 | 4-0 | 1-0 | 0-0 | 3-1 | 3-1 | 1-1 | 4-1 | 0-1 | 0-0 | 0-3 | 1-2 | 1-1 |     | 0-0 | 2-0 | 2-2 | 2-2 | 1-0 | 1-2 |
| Real Montecchio      | 0-0 | 2-1 | 2-1 | 0-1 | 3-2 | 1-1 | 2-0 | 0-1 | 0-0 | 1-1 | 2-1 | 1-0 | 1-1 | 0-1 |     | 2-1 | 1-1 | 1-0 | 2-1 | 1-3 |
| Sangiustese          | 1-4 | 3-3 | 1-1 | 0-2 | 0-0 | 1-3 | 2-3 | 0-2 | 0-1 | 2-2 | 0-2 | 0-0 | 0-2 | 2-0 | 2-1 |     | 0-6 | 0-0 | 0-0 | 0-0 |
| Tolentino            | 3-2 | 1-0 | 2-2 | 1-0 | 1-0 | 3-0 | 2-1 | 3-2 | 1-0 | 2-0 | 1-0 | 0-2 | 2-1 | 2-1 | 0-2 | 4-1 |     | 0-0 | 1-0 | 0-0 |
| Urbania              | 0-5 | 1-1 | 2-1 | 2-0 | 2-1 | 1-1 | 1-0 | 1-3 | 1-1 | 2-0 | 3-1 | 2-1 | 1-1 | 3-1 | 0-2 | 1-0 | 1-1 |     | 1-0 | 2-2 |
| Urbino               | 0-2 | 1-0 | 1-6 | 1-3 | 2-4 | 0-2 | 0-2 | 0-2 | 0-2 | 0-0 | 1-2 | 1-2 | 1-1 | 2-2 | 1-1 | 0-2 | 0-1 | 1-4 |     | 0-2 |
| Vis Pesaro           | 0-0 | 1-1 | 1-1 | 2-0 | 3-0 | 1-1 | 2-0 | 0-0 | 1-1 | 3-1 | 1-0 | 4-3 | 1-4 | 1-0 | 4-5 | 4-1 | 1-1 | 2-0 | 1-0 |     |

## Spareggi

### Play-off

#### Semifinali
| Squadra 1            | Totale | Squadra 2 | Andata | Ritorno |
| -------------------- | ------ | --------- | ------ | ------- |
| Vis Pesaro           | 3 - 1  | Fermana   | 2 - 0  | 1 - 1   |
| Elpidiense Cascinare | 0 - 4  | Tolentino | 0 - 2  | 0 - 2   |

##### Andata
| Pesaro 18 maggio 2011 | Vis Pesaro | 2 – 0 | Fermana |  |

| Sant'Elpidio a Mare 18 maggio 2011 | Elpidiense Cascinare | 0 – 2 | Tolentino |  |

##### Ritorno
| Fermo 22 maggio 2011 | Fermana | 1 – 1 | Vis Pesaro |  |

| Tolentino 22 maggio 2011 | Tolentino | 2 – 0 | Elpidiense Cascinare |  |

#### Finale
| Squadra 1  | Risultato | Squadra 2 |
| ---------- | --------- | --------- |
| Vis Pesaro | 1 - 0     | Tolentino |

| Falconara Marittima 25 maggio 2011 | Vis Pesaro | 1 – 0 | Tolentino |  |

### Play-out
| Squadra 1         | Totale | Squadra 2    | Andata | Ritorno |
| ----------------- | ------ | ------------ | ------ | ------- |
| Centobuchi        | 1 - 3  | Belvederese  | 0 - 1  | 1 - 2   |
| Fulgor Maceratese | 7 - 3  | Real Metauro | 2 - 2  | 5 - 1   |

#### Andata
| Centobuchi 22 maggio 2011 | Centobuchi | 0 – 1 | Belvederese |  |

| Macerata 22 maggio 2011 | Fulgor Maceratese | 2 – 2 | Real Metauro |  |

#### Ritorno
| Belvedere Ostrense 29 maggio 2011 | Belvederese | 2 – 1 | Centobuchi |  |

| Cartoceto 29 maggio 2011 | Real Metauro | 1 – 5 | Fulgor Maceratese |  |

### Record
- Maggior numero di vittorie: Ancona, Fermana (26)
- Minor numero di sconfitte: Ancona, (3)
- Migliore attacco:  Ancona (72)
- Miglior difesa: Ancona (21)
- Miglior differenza reti: Ancona (51)
- Maggior numero di pareggi: Belvederese (16)
- Minor numero di pareggi: Urbino (5)
- Maggior numero di sconfitte: Urbino (32)
- Minor numero di vittorie: Urbino (1)
- Peggiore attacco: Urbino (15)
- Peggior difesa: Urbino (75)
- Peggior differenza reti: Urbino (-60)
- Partita con più reti: